# Gazélec Football Club Ajaccio
Gazélec Football Club Ajaccio (em corso, Gazélec Football Club Aiacciu), conhecido também por Gazélec Ajaccio, GFC Ajaccio ou apenas Gazélec, é um clube de futebol da França, sediado na cidade de Ajaccio. Atualmente disputa a Régional 1, o sexto nível do sistema de ligas de futebol do país.

## História
Foi fundado em 1910, como Jeunesse Sportive Ajaccienne, mantendo este nome até 1933, quando passou a se chamar Football Club Ajaccio.
Em 1960, ganhou novo nome: Gazélec Football Club Ajaccio, usado durante 36 anos. Adotou o nome atual em 1996, mas em 2012 tirou o nome "Olympique", voltando a se chamar Gazélec Football Club Ajaccio. Em 2012, conquistou o acesso à Ligue 2.
Na temporada 2014–15, o clube subiu à Ligue 1, mas foi rebaixado com apenas 3 pontos de desvantagem para o Toulouse. Além do Gazélec, também caíram para a segunda divisão Troyes e Stade de Reims. Foram 3 temporadas irregulares na Ligue 2 - 9º lugar em 2016–17, 16º em 2017–18 e 18º em 2018–19, quando teve que disputar um play-off contra o Le Mans. Na primeira partida, o Gazélec venceu por 2 a 1, gols de Jérémy Blayac e Wesley Jobello (Rémy Boissier descontou para o Le Mans).
Em junho de 2019, 3.500 torcedores acompanharam o jogo de volta no Stade Ange-Casanova e viram Boissier abrir o placar aos 38 minutos da segunda etapa. O placar ainda era favorável ao Gazélec, que teve a chance de permanecer na Ligue 2 quando Pierre Lemonnier cometeu pênalti aos 49 minutos, nas Nicolas Kocik defendeu a cobrança de Jobello e manteve as chances do Le Mans vivas. Aos 52 minutos (o árbitro da partida, Mikael Lesage, tinha dado 6 minutos de acréscimos, porém acrescentou mais um devido ao pênalti), Mamadou Soro Nanga fez, de bicicleta, o gol que garantiu o acesso dos Sang et Or à Ligue 2 e o rebaixamento do Gazélec à terceira divisão.
Com a interrupção do Championnat National de 2019–20 devido à pandemia de COVID-19 que atingiu a França, o clube, que já estava nas últimas posições, foi rebaixado para o Championnat National 2, a quarta divisão nacional, sendo rebaixado por questões financeiras para o Championnat National 3 (quinto nível do futebol francês) em 2021
Em dezembro de 2022, após a instauração de um processo penal de dois meses contra Johann Carta, então presidente do Gazélec, o clube foi ameaçado de extinção pelo Tribunal Comercial de Ajaccio. Em janeiro do ano seguinte, depois de um novo comparecimento do GFC ao tribunal, foi apresentada uma decisão de liquidação que durou uma semana. Em 30 de janeiro de 2023, o tribunal confirmou a decisão que excluiu o Gazélec tanto do Championnat National 3 quanto do Régional 2 (sétima divisão) e anulando todos os resultados do time. Em julho, a Federação Francesa de Futebol autorizou a inscrição do clube para disputar o Régional 2, e a equipe obteve a promoção imediata para o Régional 1.

## Sensação na Copa da França

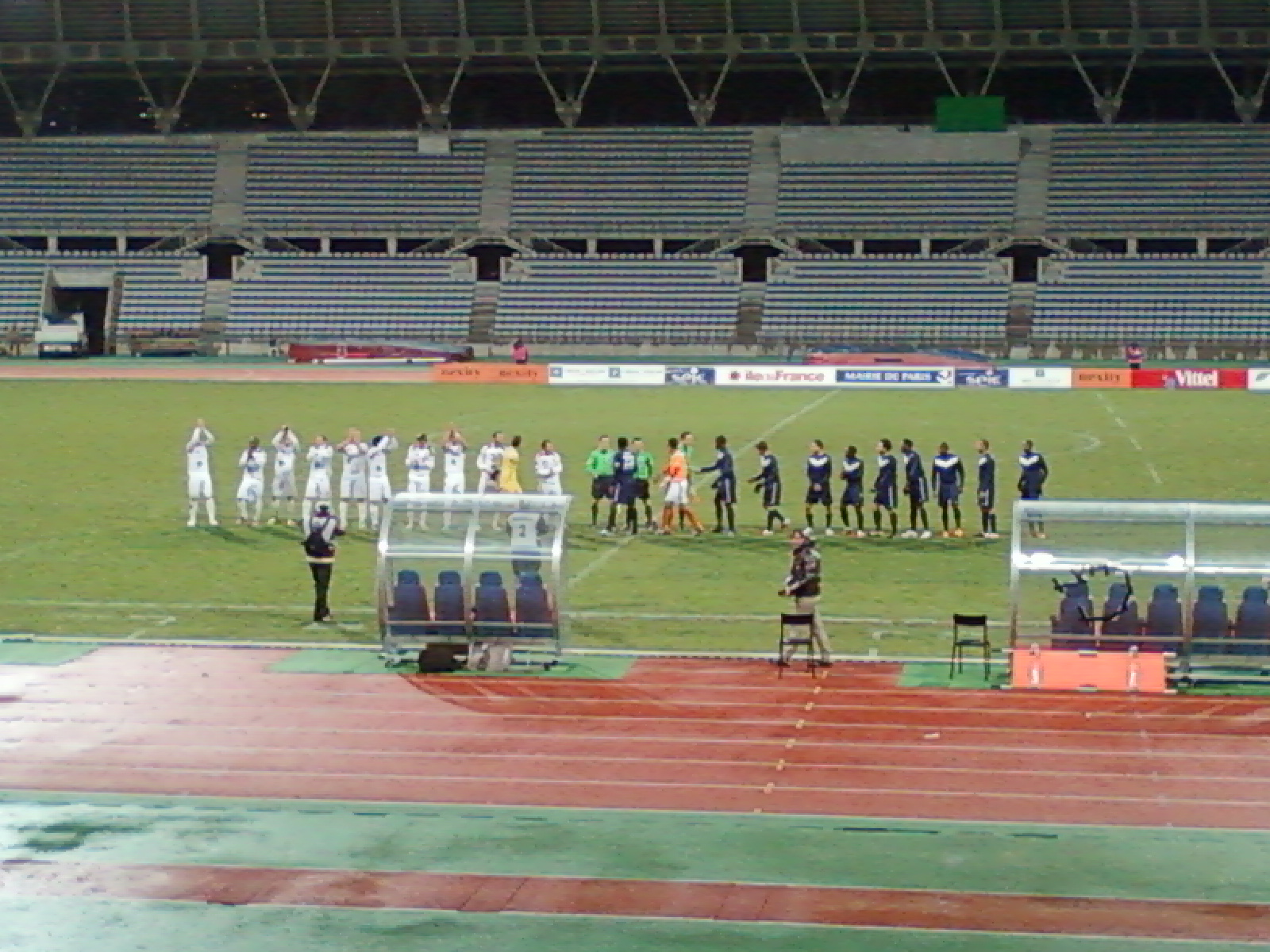
Gazélec Ajaccio (de branco) e Paris FC (de azul-marinho) antes do jogo válido pela Copa da França, em 17 de dezembro de 2011.

O Gazélec roubou a cena na Copa da França de 2011–12 ao chegar nas semifinais depois de vencer US Gières, Calvi, Toulouse, Troyes e Jeanne d'Arc de Drancy. Como o estádio do clube não possuía estrutura necessária para receber o jogo contra o Lyon, teve que mandá-lo no Stade François Coty, de propriedade do AC Ajaccio. O Lyon venceu Le Gaz por 4 a 0, e o time terminou na quarta colocação geral.

## Estádio
O Gazélec Ajaccio manda seus jogos no Stade Ange-Casanova, que possui capacidade para 6.000 lugares. O nome é uma homenagem ao primeiro presidente do clube.

## Uniforme
- Uniforme titular: Camisa vermelha com mangas azul-escuro, calção azul-escuro com listras vermelhas nas laterais e meias azuis;
- Uniforme reserva: Camisa azul-claro com mangas azul-escuro, calção azul-claro com listras vermelhas nas laterais e meias vermelhas.

## Treinadores
- Fernand Berthon (1960–1961)
- Pierre Cahuzac (1961–1971)
- Guy Calléja (1971–1976)
- Jean Luciano (1976–1978)
- Jacques Berthommier (1978–1979)
- Paul Orsatti (1979–1980)
- Guy Calléja (1980–1982)
- Guy Calléja (1982–1988)
- Baptiste Gentili (1988–1989)
- Guy Calléja (1989–1990)
- Jean-Michel Cavalli (1990–1991)
- Pierre Garcia (1991–1994)
- Marcel Husson (1994)
- Philippe Anziani (1995)
- Paul Orsatti (1995–1998)
- Jean-Michel Cavalli (1998–1999)
- Patrice Buisset (1999–2000)
- Jean-Michel Cavalli (2000)
- Hubert Velud (2000–2001)
- Jean-Luc Luciani (2001–2003)
- Jean-Luc Luciani (2003–2004)
- Albert Vanucci (2004)
- Baptiste Gentili (2004–2005)
- Patrick Leonetti (2005–2010)
- Dominique Veilex (2010–2012)
- Jean-Michel Cavalli (2012–2013)
- Thierry Laurey (2013–2016)
- Jean-Luc Vannuchi (2016–2017)
- Albert Cartier (2017–2018)
- Hervé Della Maggiore (2018–2019)
- François Ciccolini (2019–2020)[10][11]
- David Ducourtioux (2020–2022)[12]
- Stéphane Paganelli (2022–2023)
- Jean-Marie Ferri (2023–2024)
- Erwan Huet (2024–)

## Títulos
- Ligue 2: 2014–15
- CFA: 5 (1963, 1965, 1966, 1968, 2002–03, 2010–11).
- Divisão de Honra da Córsega: 1937, 1938, 1956, 1957, 1961, 1965, 1976, 2005.
- Copa da Córsega: 1933, 1935, 1937, 1938, 1939, 1941, 1942, 1947, 1948, 1953, 1963, 1967, 1969, 1974, 1989, 1993.
- Régional 2: 2023–24